# Chaloem Maha Nakhon Expressway

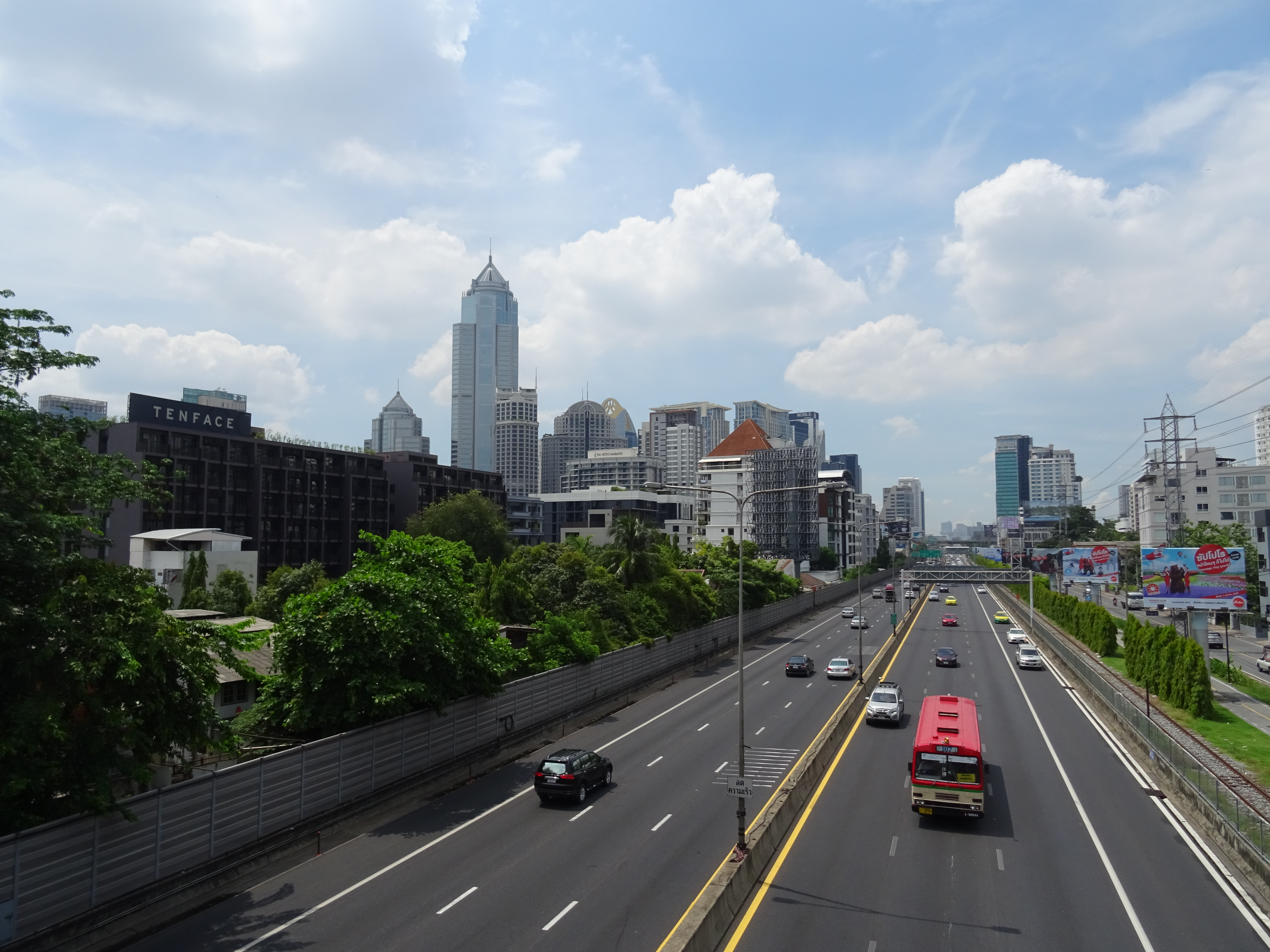

De Chaloem Maha Nakhon Expressway (Thai: ทางพิเศษเฉลิมมหานคร) of First Stage Expressway System (Thais: ระบบทางด่วนขั้นที่ 1) is een autosnelweg in Thailand. De snelweg in Bangkok is 27,1 kilometer lang en was de eerste Thaise snelweg. De weg werd geopend in 1981. De Rama IX-brug is onderdeel van de autosnelweg.
Chaloem Maha Nakhon Expressway ·
Si Rat Expressway ·
Prachim Ratthaya Expressway ·
Don Mueang Tollway ·
Chalong Rat Expressway ·
Burapa Withi Expressway ·
Udon Ratthaya Expressway ·
S1 ·
Motorway 6 ·
Motorway 7 ·
Bangkok Outer Ring Road / Kanchanaphisek Road / Motorway 9